# ALBERT
株式会社ALBERT（あるべると、英文社名：ALBERT Inc.）は、かつて存在したビッグデータ分析やAIアルゴリズムを構築したシステム開発を行う日本の情報サービス企業。

## 概要
ALBERTは2005年に山川義介、上村崇により創業された企業。ビッグデータ分析サービスを提供する。2020年には内閣新型コロナウイルス感染症対策本部にデータサイエンティストを派遣して、日本政府のビッグデータ分析業務及びAIアルゴリズム開発業務の支援にあたった。
2022年12月に アクセンチュアの完全子会社となり、2023年6月にアクセンチュアへ吸収合併。

## 沿革
- 2005年 東京都渋谷区に株式会社ALBERT設立[6]。
- 2011年 デジタル・アドバタイジング・コンソーシアム株式会社と資本業務提携契約を締結[6]。
- 2015年 東京証券取引所マザーズに株式を上場。新宿区西新宿の新宿野村ビルディングに本社を移転[6]。
- 2017年 株式会社マクニカと業務提携契約を締結[6]。
- 2018年 トヨタ自動車株式会社及びKDDI株式会社と資本業務提携契約を締結[6]。
- 2019年 北新宿の新宿フロントタワーに本社を移転。株式会社三井住友フィナンシャルグループ及び日本ユニシス株式会社と業務提携契約を締結[6]。
- 2020年 株式会社マイナビと資本業務提携契約を締結[6]。
- 2021年 SBIホールディングス株式会社と資本業務提携契約を締結
- 2022年 
  - 4月   株式会社マイナビとDX人材の育成を一貫支援するサービスの提供開始
  - 6月  金融データ活用推進協会に加盟
  - 11月15日 アクセンチュア株式会社が株式公開買付けにより議決権所有割合ベースで90.18%の株式を取得[7]。
  - 12月26日 東京証券取引所グロース市場上場廃止[8]。
  - 12月28日 株式売渡請求により、アクセンチュアの完全子会社となる。
- 2023年 
  - 6月1日 アクセンチュアとの合併により法人消滅